# Блез Паскал
Блез Паскал (на френски: Blaise Pascal; на латински: Blasius Pascalis) е френски математик, физик, религиозен философ, теолог и писател.

## Биография
Роден е на 19 юни 1623 година в Клермон-Феран, департамент Пюи дьо Дом, Франция, в семейството на Етиен Паскал, любител-математик и високо ерудиран юрист – съветник при кралския двор. Именно в семейството си, където е възпитан в духа на педагогическите идеи на Мишел дьо Монтен, Паскал получава първоначалните си познания по математика и философия и напредва в тези науки толкова бързо, че си спечелва репутацията на дете-чудо. Всъщност бащата, заел се с образованието на сина си, го въздържа от по-сериозни занимания с математика до 15-годишната му възраст, смятайки, че по-ранното изучаване на толкова сложна наука пречи на възпитанието. Година по-късно обаче Паскал издава знаменитото „Есе за коничните сечения“ (Essai pour les coniques), в което е развита наречената по-късно на негово име „Теорема на Паскал“. Още в юношеска възраст разработва множество класически за математиката и физиката идеи. 17-годишен изобретява оригинална сметачна машина, която по-късно доразработва и за която под названието „Колело на Паскал“ получава кралски патент през 1649 г.
1646 г. е преломна за мирогледа на Паскал. През тази година баща му заболява тежко и за Блез се грижат двама учени-монаси, последователи на реформистките идеи на абата на манастира „Пор Роял“ (Port-Royal-des-Champs) Сен Сиран, който проповядва идеите на Корнелий Янсен, че само Божествената благодат може да спаси човека, стига той самият да достигне до нея. Не след дълго Паскал прегръща идеите на янсенизма и става техен ревностен последовател и проповедник. Под негово влияние сестра му Жаклин, дотогава твърде популярна красавица в светските среди на Париж, полага монашески обет. Самият Блез Паскал се решава на подобна стъпка малко по-късно, а междувременно продължава задълбочените си занимания в областта на математиката и физиката.
През нощта на 23 ноември 1654 г. „около 10 и половина вечерта“ Паскал преживява духовен обрат. Влязъл в мистичен контакт с Бога, той се оттегля от светските дела и се посвещава на Иисус Христос. Това свое преживяване той записва на парче пергамент, което зашива в подгъва на дрехата си и носи със себе си цял живот. Намерено е след смъртта му. Този текст, известен като „Амулетът на Паскал“ или „Memento“ („Помни!“), самият Паскал нарича „Feu“ – „огън“.
Постепенно Паскал става все по-близък до кръга на янсенистите и обществото, свързано с „Пор Роял“, участва с категорична позиция в религиозните спорове от онова време. Последните си години прекарва именно в тази обител. Тежко болен – мигрена, хронично болни зъби, бъбречна недостатъчност, в края на живота си той се посвещава изцяло на християнството и пише знаменитите „Мисли“ (бележки, които си води за създаването на така и ненаписания бъдещ труд „Апология на християнството").
Умира на 19 август 1662 година в Париж на 39-годишна възраст. Погребан е в църквата „Сент Етиен дю Мон“ в Париж.

## Научна дейност

### Математика
С приносите си в няколко различни математически дисциплини Паскал се нарежда сред универсалистите в математиката. Признат е и за един от основоположниците на теорията на вероятностите съвместно с Пиер Ферма, и на хидростатиката заедно с Галилео Галилей и Симон Стевин.
Първия си математически резултат Паскал получава на 16 години: в статия за коничните сечения формулира една от важните теореми на проективната геометрия, а именно, че пресечните точки на срещулежащите страни на всеки шестоъгълник, вписан в конично сечение, лежат на една права.
Паскал посвещава ред свои трудове на аритметичните редове и биномните коефициенти. В „Трактат за аритметическия триъгълник“ дава определение на т. нар. „триъгълник на Паскал“ (още наричан „характеристичен триъгълник“) – таблица, в която коефициентите на разлагането на {\displaystyle (a+b)^{n}} са разположени във вид на триъгълник. Чрез математическа индукция той показва как биномните коефициенти се получават от тази таблица, а също и приложението им в комбинаториката и теорията на вероятностите. Самият термин „комбинаторика“ е въведен именно от Паскал.
Голям принос има Паскал и към пресмятането на безкрайно малките и безкрайно големите числа и геометрията. Изследвайки свойствата на циклоидата, той предлага общи методи за определяне на дължината, квадратурата и центъра на тежестта на различни криви (архимедова спирала, парабола). В „Трактат за синусите на четвъртината от кръга“, изчислявайки интегралите на тригонометричните функции, в частност тангенса, въвежда елиптичните интеграли, които по-късно играят голяма роля в математическия анализ и неговите приложения. Доказва редица теореми, отнасящи се към интегрирането по части.
Още през 1642 г. Паскал конструира изчислителна машина за две аритметични операции. Той се приема за конструктор на първия цифров калкулатор.

### Физика
Съвсем млад, Паскал възпроизвежда и продължава някои от експериментите на Еванджелиста Торичели и се опитва да обобщи неговите изводи. Често организира публични демонстрации на тези си опити, но поради неумелото боравене с химикали като живак получава сериозни здравословни увреждания. След срещата си с Рене Декарт през 1647 г. публикува „Новите опити, свързани с пустотата“ (на френски: Expériences nouvelles touchant le vide). През следващата година извършва знаменитите си барометрични експерименти, дали път на развитието на хидродинамиката и хидростатиката, разрушили старите представи, че „природата се бои от празнотата (пустотата)“. Тези експерименти имат както теоретичен, така и практически характер – например усъвършенствани са конструкциите на барометъра и хидравличната преса. Тогава се оформя и известният „Закон на Паскал“, според който във всички точки от една течност действието на повърхностните сили е еднакво.
Запазени са само предварителни бележки за трактата „Наука за пустотата“, в който Паскал призовава за еманципиране на науката от религията относно методологията, а също и за синтез между постиженията в тези две области на човешкото познание.
По-късно Паскал пише и трактатите „За равновесието на течностите“ и „За теглото на въздуха“.

### Философия и теология

#### Представа за Бога
Паскал разбира Бога като лично същество, но независимо от това във философските си разработки той често го отъждествява с Вселената. Под „Вселена“ обаче ученият не разбира само видимата и достъпна за емпиричното познание Вселена, но и нейните духовни аспекти – в този смисъл употребата на термина „пантеизъм“ е неуместна. В своите „Мисли“ Паскал дава едно доста популярно впоследствие геометрично определение на Бога-Вселена:
| „ | Безкрайна невъобразима сфера, чийто център е навсякъде, а окръжността – никъде. | “ |

Това разбиране намира отзвук както у преките му последователи като Джордано Бруно, така и в по-ново време – в изкуствоведските трактати на Павел Флоренски или в есетата на Борхес.

#### „Доказателство“ за съществуването на Бога
Изложено във втората група фрагменти от неговите „Мисли“, това не е истинско „доказателство“ в смисъла, влаган от средновековните теолози като Тома Аквински. Всъщност Паскал по-скоро полемизира и задава етични категории, отколкото се занимава с научни обосновки.
Това доказателство е известно като „Облог на Паскал“. Той си представя двама души, които се обзалагат дали съществува Бог или не. Облогът е съдбоносен, залогът е проектиран във Вечността и не е нещо друго освен „вечния живот“. Ако облога спечели този, който залага на това, че Бог не съществува, той на практика не печели залога, тъй като, ако Бог не съществува, няма и вечен живот. Но ако загуби, той губи всичко. Съответно, ако този, който се е обзаложил, че Бог съществува, в случай че спечели облога, печели висшата награда, но ако изгуби облога, не губи нищо. Затова и според Паскал чисто умозрително е по-добре човек да заложи на съществуването на Бог, отколкото да го отхвърля.

#### Апология на християнството
Основните християнски апологетски възгледи на Паскал са изложени в „Мисли“. Повечето фрагменти говорят, че той е смятал не толкова да приведе позитивни доводи, а по-скоро да обори несъстоятелността на своите опоненти. Пример за това е фрагментът, в който оборва тезите на възникналата приблизително по негово време тенденция за отричане на историчността на Иисус Христос. Паскал разсъждава така:
| „ | Ако апостолите се бяха наговорили да излъжат… Ако всеки от тях е утвърждавал една лъжа… По времето, когато християнството е било гонено, поне един от тях под заплахата от мъчения, или което е по-лошо – поради съблазънта от светски облаги, беше признал своето лъжесвидетелство, то цялата постройка на християнството би рухнала. В случая ние обаче имаме твърдото свидетелство на десетки мъже. | “ |

#### Етика и гносеология
Като замисъл за своите „Мисли“ Паскал е имал идеята да запознае скептика и невярващия с истините на християнството и доказателствата за неговата автентичност. Той използва метод, основан на психологическия експеримент, с който иска да разкрие пред невярващия нищожността на човешкото съществуване без Бога. Скептиците и догматиците (включително религиозни) могат да достигнат само до половинчати истини. Така постепенно Паскал води до идеята за грехопадението, чието състояние обяснява тъкмо като липса на истинско познание. Трудът, забавленията и науките сами по себе си не водят до цялостно и пълноценно разбиране на човека, света, вселената и Бога. Достигайки до разбирането за своето нищожество, според Паскал човек трябва да се обърне към Бога и оттам да търси вечните морални ценности.
В „Мисли“ етиката има подчертано гносеологичен характер. Тези две философски сфери се преплитат тясно в творчеството на философа. По-конкретни параметри на етичните възгледи на Паскал придобиват в „Писма до един провинциал“, но там те имат именно конкретен и полемичен характер и са далеч от цялостното философско обобщаване.

#### Полемични идеи
Паскал пише своите (18) „Писма до един провинциал“, за да опонира на господстващите тогава възгледи на католическата църква и по-специално на йезуитите. В тях Паскал (за разлика от по-късните „Мисли“), подлага на директна критика възгледите на опонентите си. Приживе „Писмата“ му не са издавани официално, но са отпечатани и тайно се разпространяват, като оказват огромно влияние върху съвременниците му. На основна критика са подложени казуистиката и специфичната интерпретация на моралните категории, характерни за йезуитите по това време.

#### Общество
Паскал използва традиционния по негово време синтез между религия, космогония и метафизика. Въпреки това той отхвърля теократичното устройство на обществото, определяйки религията като лично дело и въпрос на интимно разбиране. Доброто обществено устройство зависи от личния морал на управниците, а не от някаква система, върху която то може да бъде изградено. Според Паскал и най-доброто обществено устройство може да бъде опорочено от лошите лични качества на неговите управници.

## Термини, свързани с името на Блез Паскал
- Закон на Паскал
- Триъгълник на Паскал
- Паскал – единица за налягане
- Паскал – език за програмиране
- Паскалина – механична сметачна машина

## Произведения
- „Есе за коничните сечения“ (Essai pour les coniques) 1639
- „Нови опити за пустотата“ (Expériences nouvelles touchant le vide) 1647
- „За равновесието на течностите“ (Traités de l'équilibre des liqueur) 1663
- „За теглото на въздуха“ (Traités de la pésanteur de la masse de l’air) 1665
- „Писма до провинциалиста“ (Lettres provinciales) – 1656 – 1657
- „Молитва за благото на болестите“ (Prière pour demander à Dieu le bon usages des maladies) 1779
- „Мисли“ (Pensées) – публикувани посмъртно
- „За пустотата“ – непубликувана, след смъртта на автора са намерени фрагменти.